# Nako (furste)
Nako, död 966, var regerande furste av obotriternas konfederation ur nakonidernas dynasti från någon gång före 954 och 966.
Hans tidiga historia är inte väl känd, eftersom den tillhörde den förkristna tiden som var okänd för de samtida kristna och därför inte dokumenterats. 
Han och hans bror Stoigniew besegrades av kejsaren i slaget vid Raxa i oktober 955, varpå hans bror dödades och Nako själv konverterade till kristendomen, erkändes av det kristna Europa som furste och officiellt omvände sitt land till kristendomen (i praktiken var detta dock endast på papperet), och har därför betraktats som grundaren av nakonidernas dynasti. 